# Lepidodexia gomesi
Lepidodexia gomesi är en tvåvingeart som beskrevs av Guilherme A.M.Lopes 1980. Lepidodexia gomesi ingår i släktet Lepidodexia och familjen köttflugor. Inga underarter finns listade i Catalogue of Life.